# Чорна річка (станція метро)
59°59′07″ пн. ш. 30°18′02″ сх. д. / 59.98528° пн. ш. 30.30056° сх. д.
Чорна річка (рос. Чёрная речка) — станція Московсько-Петроградської лінії Петербурзького метрополітену, розташована між станціями «Петроградська» і «Піонерська».
Станція відкрита 6 листопада 1982 у складі ділянки «Петроградська» — «Удєльна». Станція мала отримати назву через розташування в історичному районі «Нова Деревня», але перонний зал станції було вирішено оформити, пов'язавши з Чорною річкою. З цієї причини станція отримала ім'я «Чорна Річка», згодом ця назва прижилася і сприймається як назва історичного району.

## Технічна характеристика
Конструкція станції — односклепінна глибокого закладення (глибина закладення — 67 м)
Похилий хід тристрічковий, починається з південного торця станції.

## Вестибюль
Павільйон станції розташовується на піднесенні поблизу примикання вулиць Академіка Крилова, Савушкіна і Торжковська (недалеко від місця дуелі Пушкіна, де він був смертельно поранений).
Передній фасад будівлі засклений, задня частина віддана під службові приміщення, має вікна, що виходять в сквер перед Приморським проспектом, до вестибюля також прибудовані торговельні павільйони.
Вхід і вихід у вестибюлі розташовуються по різні його сторони: вхід з боку вулиці Савушкіна, а вихід веде до вулиці Академіка Крилова. Стеля всередині вестибюля набрана із збірних армоцементних елементів. Освітлення всередині вестибюля зроблено у вигляді люмінесцентних ламп, закритих металевими плафонами. До 2005 плафонів на лампах не було, вони були зняті ще в кінці 1980-х років у зв'язку з недостатністю світла, але потім поставлені заново. Стіни касового залу оздоблені білим мармуром.
У 2009 до фасаду вестибюля були прибудовані додаткові торгові приміщення, через що первинний вигляд павільйону станції було втрачено.

## Оздоблення
Оздоблення присвячено дуелі О. С. Пушкіна. До склепіння підвішене вісім великого розміру і оригінальної форми люстр, в яких вмонтовані люмінесцентні лампи. Під кожною люстрою є малюнок у вигляді чорного квадрата з сааремського доломіту. Колійні стіни оздоблені лабрадоритом, згори — вузька смужка кахельної плитки і білого мармуру. Плитка з'явилася в ході реконструкції 90-х років, тоді ж було замінено підлогове покриття та облицювання торцевої стіни (на білий мармур). Така обробка колійних стін в чорних тонах не тільки гармонує з назвою станції, але і створює певну атмосферу скорботи за великим поетом.
У торці підземного залу до 145-річчя з дня загибелі поета встановлена бронзова скульптура О. С. Пушкіна роботи М. К. Анікушина. Подібно історії з барельєфом Ломоносова на однойменній станції, пам'ятник Пушкіну так само не був зроблений начисто до моменту відкриття станції, і тому перший час було встановлено гіпсовий «макет» пам'ятника. За деякий час пам'ятник замінили на бронзовий, привізши його на мотовозі в нічне вікно.

## Ресурси Інтернету
- «Чорна річка» на metro.vpeterburge.ru(рос.)
- «Чорна річка» на форумі metro.nwd.ru(рос.)
- Санкт-Петербург. Петроград. Ленінград: Енциклопедичний довідник. «Чорна Річка»